# Borneogryllacris deschampsi
Borneogryllacris deschampsi är en insektsart som först beskrevs av Bruner, L. 1915.  Borneogryllacris deschampsi ingår i släktet Borneogryllacris och familjen Gryllacrididae. Inga underarter finns listade i Catalogue of Life.